# آلترون
آلترون (انگلیسی: Altron) شرکت بازی ویدئویی ژاپنی است، که در سال ۱۹۸۳ تأسیس شد.